# Louis Cauvin
Pour les articles homonymes, voir Cauvin.
Cet article concerne le peintre varois. Pour l'architecte cannois, voir Louis Cauvin (architecte).
Louis Édouard Isidore Cauvin, né à Toulon le 30 octobre 1816 et mort dans la même ville le 20 juillet 1900, est un peintre français.

## Biographie
Louis Cauvin est l'élève de son cousin Vincent Courdouan et débute au Salon parisien de 1839 avec une suite d'aquarelles représentant des paysages d'Afrique du Nord ou d'Orient : Vue d'un camp sur la route de Bône à Constantine, Marché à Constantine, Vue du camp de Drehan. Il y expose jusqu'en 1878 en se consacrant essentiellement à la représentation de paysages provençaux et de marines. Il succède à Bernard Sénéquier comme professeur de dessin à l’École de Navigation à Toulon.
À la retraite, Cauvin réunit une collection de proues et de poupes de vieux navires en bois en un musée dans le locaux de l'arsenal. Par décret du 5 février 1875 il est fait Chevalier de la Légion d'honneur.

## Œuvre

### Collections publiques
- Montauban
  - musée Ingres
    - Paysage méditerranéen, huile sur toile, 48 × 71 cm[5]
- Toulon, 
  - musée d'art :
    - Retour de pêche aux Sablettes, 1847 ;
    - Baie de Magaud, huile sur toile, 94 × 165 cm[2] ;
    - Le Brusc, 1892, huile sur toile, 81 × 130 cm[2] ;

  - musée de la Marine :
    - L'Astrolabe et la Zélée prises par les glaces lors de la découverte de La Terre-Adélie

### Collections privées
- Pêcheurs à Saint-Elme, 1853, huile sur carton, 53 × 64 cm[6]

### Galerie

Œuvres de Louis Cauvin
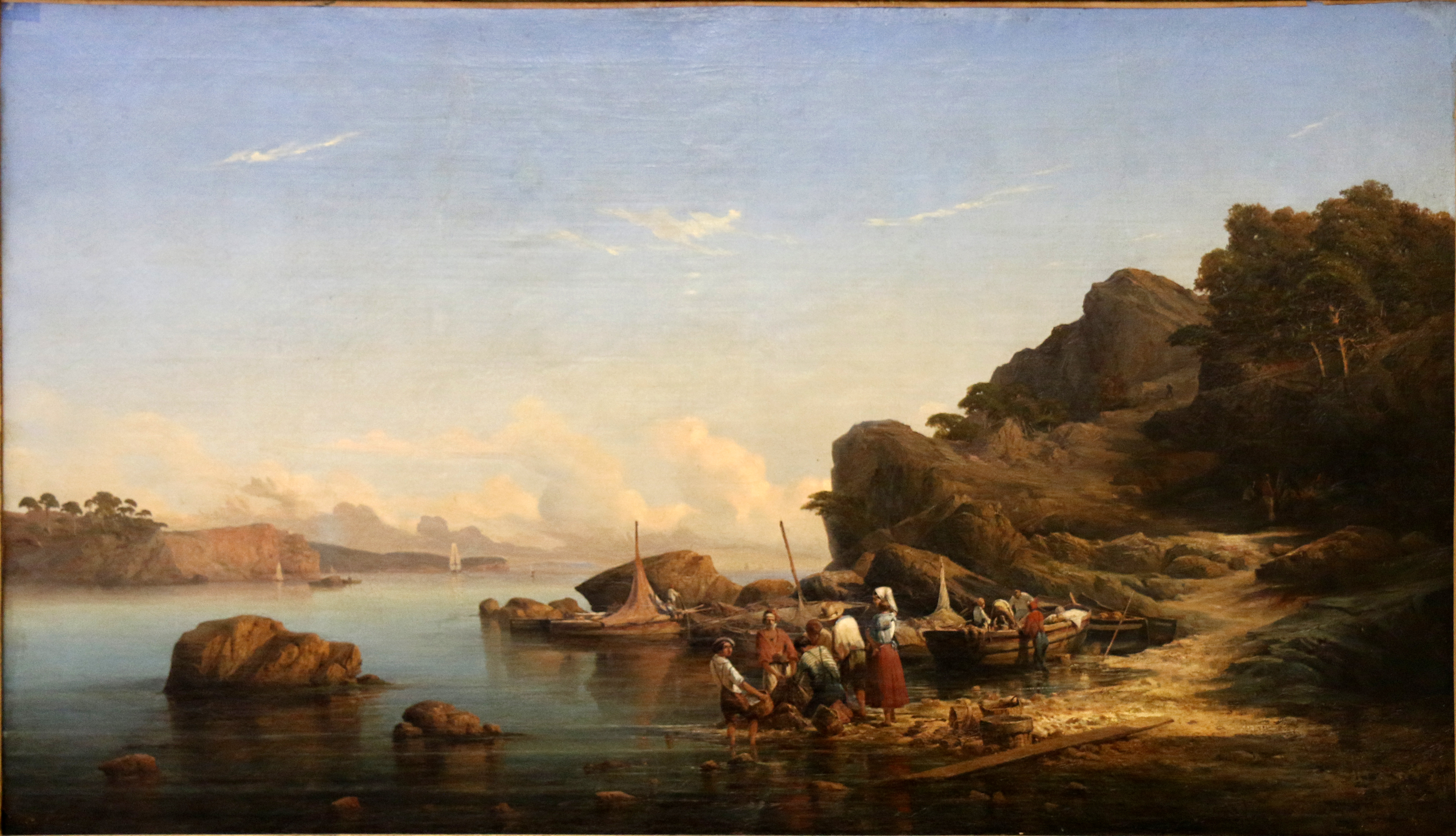
Baie de Magaud, musée d'art de Toulon.
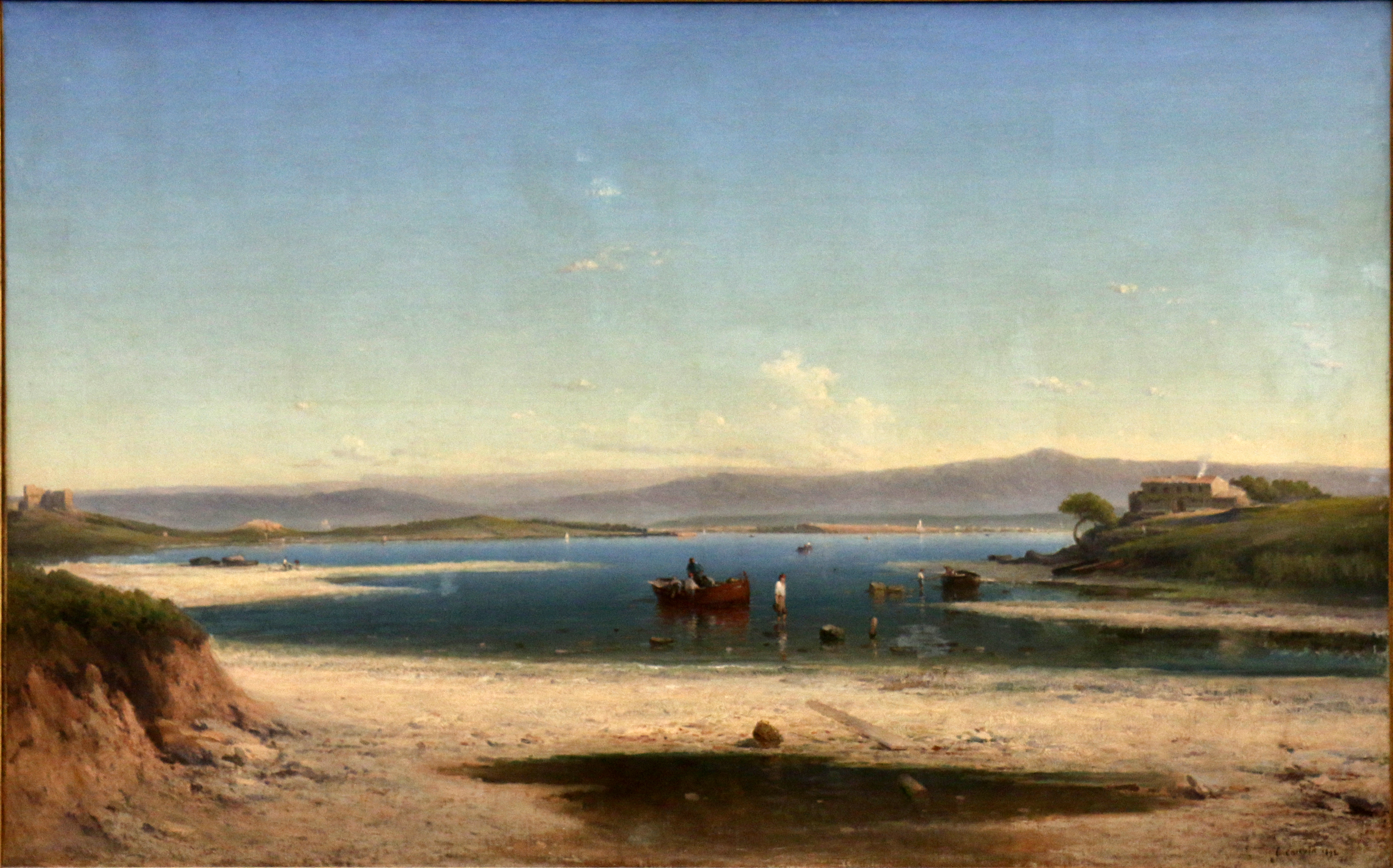
Le Brusc, musée d'art de Toulon.